# Saint-Baussant
Saint-Baussant est une commune française située dans le département de Meurthe-et-Moselle, en région Grand Est.

## Géographie

### Localisation
Village situé sur le Rupt-de-Mad, près de la route de Toul à Verdun, aux confins du département de la Meuse, à 10 km de Thiaucourt, 27 km de Toul, et à 44 km de Nancy.

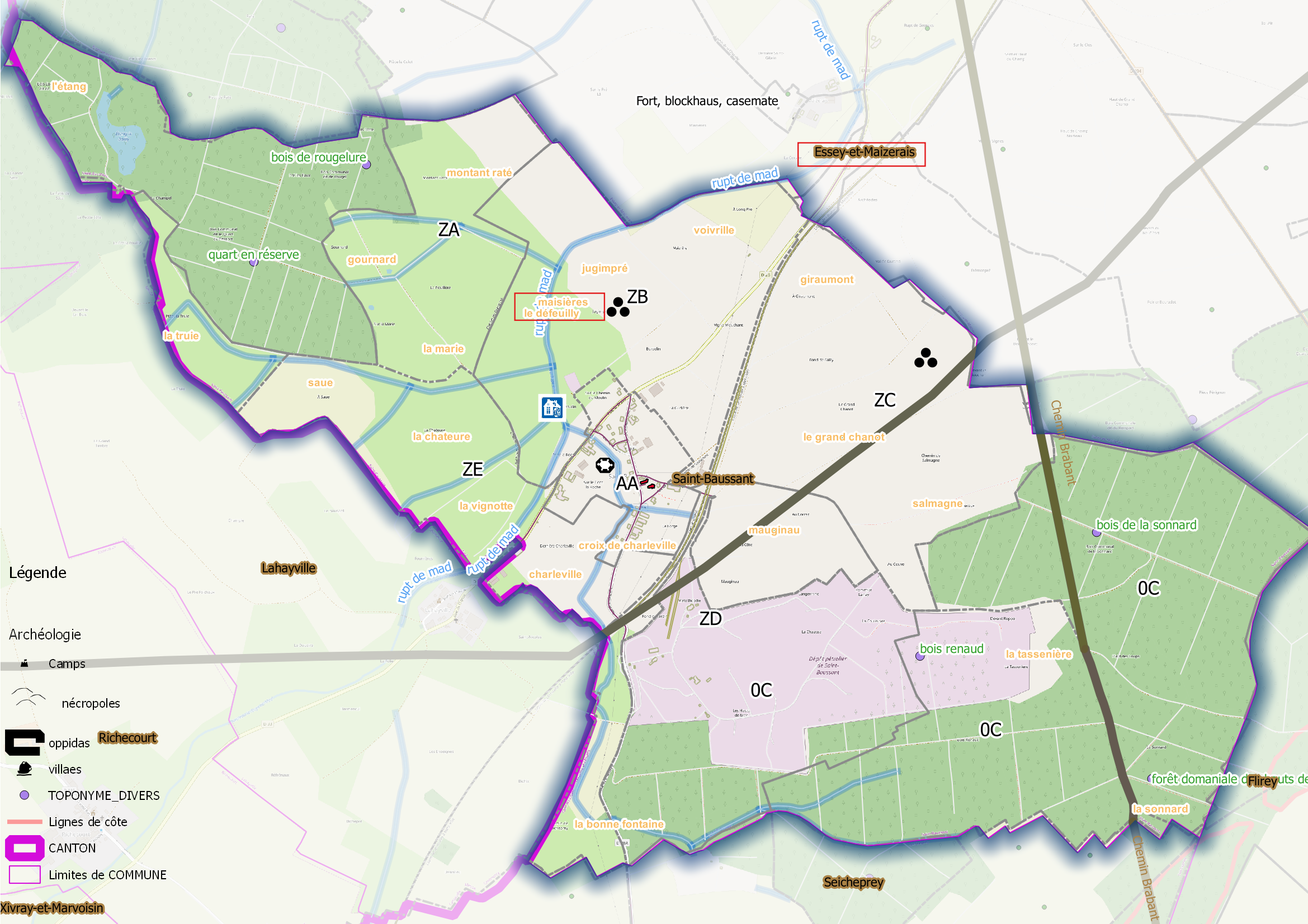
Fig. 1 - Saint-Baussant (ban communal).

### Géologie et relief
D’après les données Corine Land Cover, le ban communal de 907 hectares comportait en 2011, 36 % de zones agricoles, 40 % de forêts, 18 % de prairies et 7 % de zones industrielles.
La commune se compose de 61,10 hectares de territoires artificialisés (6,70 %), 488,72 hectares de territoires agricoles (53,59 %, 360,28 hectares de forêts et milieux semi-naturels (39,50 %) et 1,56 hectares de surfaces en eau (0,17 %).
Espaces naturels :
- Quatre espaces protégés hors Natura 2000 :

Lac de Madine,
Étang du bailly et pré la pouille,
Lac De Madine Et Étang De Pannes,
Lorraine.
- Deux espaces protégés Natura 2000 :

Lac de Madine et étangs de Pannes,
Lac de Madine et étangs de Pannes.
- Quatre zones naturelles d'intérêt écologique, faunistique et floristique (Znieff) :

Lac de Madine à Nonsard-Lamarche,
Zones humides et forêts de la Woevre,
Le Rup-de-Mad de Lahayville à Arnaville,
Étangs de Pannes et le Bailly.
Le territoire est arrosé par le ruisseau le Rupt de Mad sur 2,359 km.

### communes limitrophes
| Essey-et-Maizerais              | Essey-et-Maizerais | Essey-et-Maizerais |
| Lahayville, Meuse (département) | Saint-Baussant     | Flirey             |
| Lahayville, Meuse (département) | Seicheprey         | Flirey             |

### Hydrographie et les eaux souterraines
Hydrogéologie et climatologie :
Territoire communal : Occupation du sol (Corinne Land Cover); Cours d'eau (BD Carthage),
Géologie : Carte géologique; Coupes géologiques et techniques,
Hydrogéologie : Masses d'eau souterraine; BD Lisa; Cartes piézométriques.

#### Réseau hydrographique
La commune est dans le bassin versant du Rhin au sein du bassin Rhin-Meuse. Elle est drainée par le ruisseau le Rupt de Mad,.
Le Rupt de Mad, d'une longueur de 55 km, prend sa source dans la commune de Geville et se jette  dans la Moselle à Novéant-sur-Moselle, après avoir traversé 21 communes. 

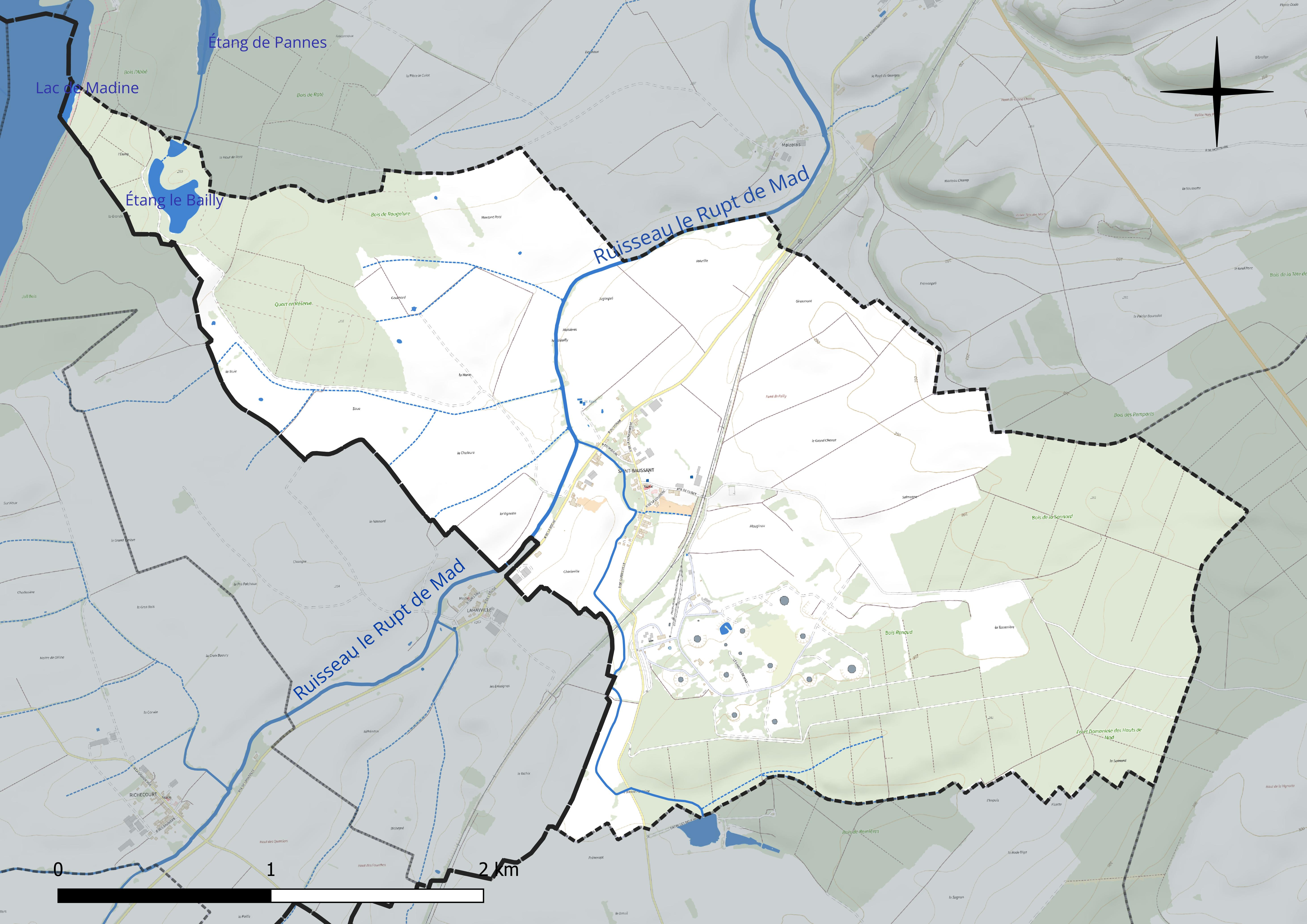
Réseau hydrographique de Saint-Baussant.

Deux plans d'eau complètent le réseau hydrographique : le lac de Madine, d'une superficie totale de 1 007,5 ha (0,8 ha sur la commune) et l'étang le Bailly (4 ha),.

#### Gestion et qualité des eaux
Le territoire communal est couvert par le schéma d'aménagement et de gestion des eaux (SAGE) « Rupt de Mad, Esch, Trey ». Ce document de planification concerne les bassins versants du Rupt de Mad, de l’Esch et du Trey. Le périmètre a été arrêté le 2 juin 2014, la commission locale de l'eau (CLE) a été créée le 20 juin 2017, puis modifiée le 26 mars 20210. La structure porteuse de l'élaboration et de la mise en œuvre est le Parc naturel régional de Lorraine. 
La qualité des cours d’eau peut être consultée sur un site dédié géré par les agences de l’eau et l’Agence française pour la biodiversité.

### Climat
Pour des articles plus généraux, voir Climat du Grand Est et Climat de Meurthe-et-Moselle.
En 2010, le climat de la commune est de type climat des marges montargnardes, selon une étude du Centre national de la recherche scientifique s'appuyant sur une série de données couvrant la période 1971-2000. En 2020, Météo-France publie une typologie des climats de la France métropolitaine dans laquelle la commune est dans une zone de transition entre le climat océanique altéré et le climat océanique altéré et est dans la région climatique  Lorraine, plateau de Langres, Morvan, caractérisée par un hiver rude (1,5 °C), des vents modérés et des brouillards fréquents en automne et hiver. 
Pour la période 1971-2000, la température annuelle moyenne est de 9,6 °C, avec une amplitude thermique annuelle de 16,7 °C. Le cumul annuel moyen de précipitations est de 868 mm, avec 12,6 jours de précipitations en janvier et 9,2 jours en juillet. Pour la période 1991-2020, la température moyenne annuelle observée sur la station météorologique de Météo-France la plus proche, « Nonsard », sur la commune de Nonsard-Lamarche à 5 km à vol d'oiseau, est de 10,7 °C et le cumul annuel moyen de précipitations est de 690,8 mm. 
La température maximale relevée sur cette station est de 40,1 °C, atteinte le 25 juillet 2019 ; la température minimale est de −17 °C, atteinte le 1er mars 2005,,. 
Les paramètres climatiques de la commune ont été estimés pour le milieu du siècle (2041-2070) selon différents scénarios d'émission de gaz à effet de serre à partir des nouvelles projections climatiques de référence DRIAS-2020. Ils sont consultables sur un site dédié publié par Météo-France en novembre 2022.

## Urbanisme

### Typologie
Au 1er janvier 2024, Saint-Baussant est catégorisée commune rurale à habitat dispersé, selon la nouvelle grille communale de densité à sept niveaux définie par l'Insee en 2022.
Elle est située hors unité urbaine et hors attraction des villes,.
La commune, bordée par un plan d’eau intérieur d’une superficie supérieure à 1 000 hectares, le lac de Madine, est également une commune littorale au sens de la loi du 3 janvier 1986, dite loi littoral. Des dispositions spécifiques d’urbanisme s’y appliquent dès lors afin de préserver les espaces naturels, les sites, les paysages et l’équilibre écologique du littoral, tel le principe d'inconstructibilité, en dehors des espaces urbanisés, sur la bande littorale des 100 mètres, ou plus si le plan local d’urbanisme le prévoit.

### Occupation des sols
L'occupation des sols de la commune, telle qu'elle ressort de la base de données européenne d’occupation biophysique des sols Corine Land Cover (CLC), est marquée par l'importance des territoires agricoles (53,8 % en 2018), une proportion identique à celle de 1990 (53,8 %). La répartition détaillée en 2018 est la suivante : forêts (39,4 %), terres arables (34,8 %), prairies (15,9 %), zones industrielles ou commerciales et réseaux de communication (6,7 %), zones agricoles hétérogènes (3 %), eaux continentales (0,1 %). L'évolution de l’occupation des sols de la commune et de ses infrastructures peut être observée sur les différentes représentations cartographiques du territoire : la carte de Cassini (XVIIIe siècle), la carte d'état-major (1820-1866) et les cartes ou photos aériennes de l'IGN pour la période actuelle (1950 à aujourd'hui).

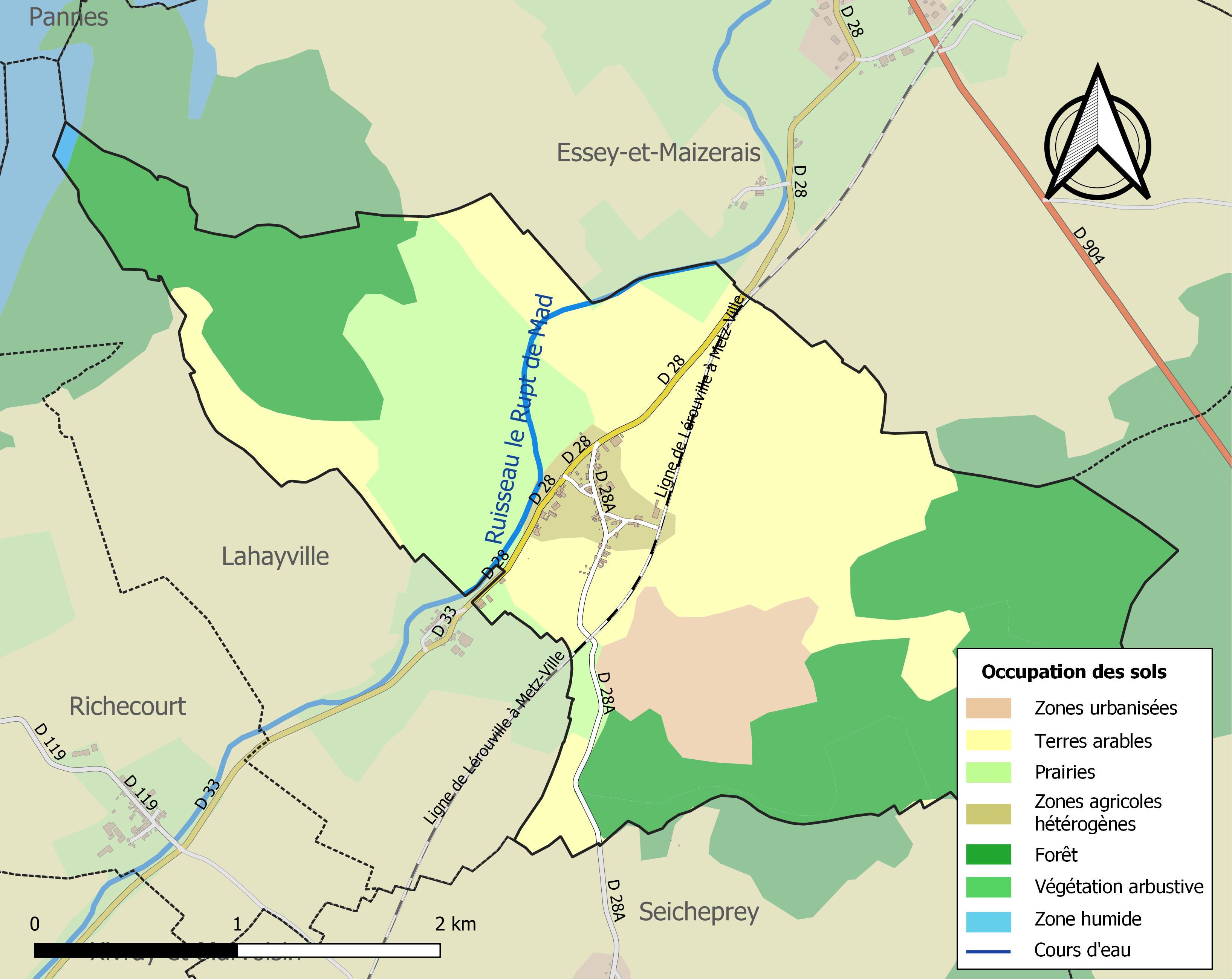
Carte des infrastructures et de l'occupation des sols de la commune en 2018 (CLC).

### Voies de communications et transports

#### Voies routières
- A313. Échangeurs Pont à Mousson, A313/A31.
- A31 (aussi appelée autoroute de Lorraine-Bourgogne). Échangeurs Atton, Lesménils.

#### Transports en commun

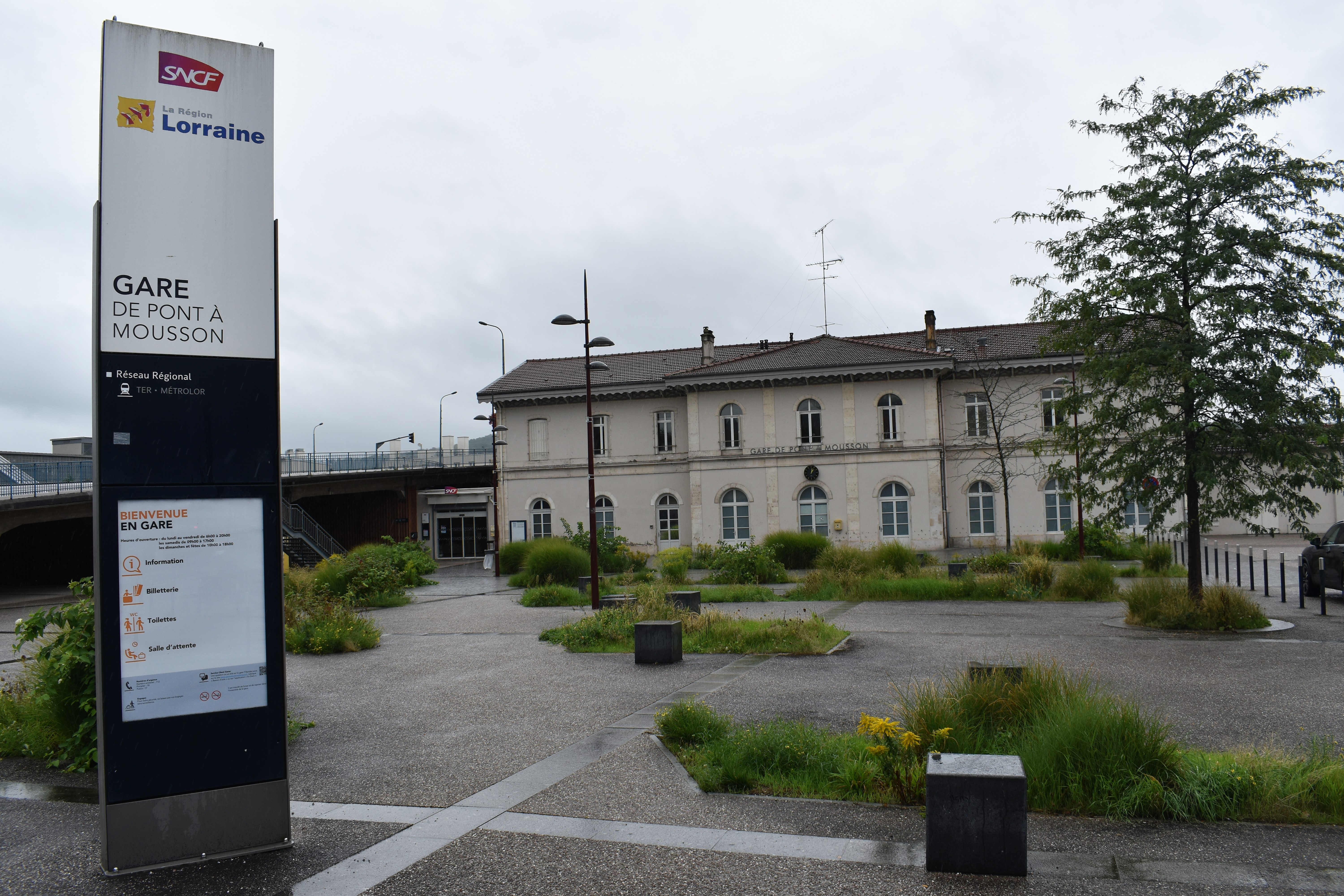
Gare de Pont-à-Mousson.

- Fluo Grand Est.

#### Lignes SNCF
- Gare de Pont-à-Mousson.
- Gare de Pagny-sur-Moselle.
- Gare de Commercy.
- Gare de Dieulouard.
- Gare de Pagny-sur-Meuse.

#### Transports aériens
- Aéroport de Metz-Nancy-Lorraine.
- Aéroport de Nancy-Essey.
- L'Aéroport d'Épinal-Mirecourt « Vosges Aéroport ».

À partir de l'été 2021, l’aéroport d’Épinal-Mirecourt est devenu le "pélicandrome" de la Zone Est et servira ainsi de base de ravitaillement et d’intervention pour les avions bombardiers d’eau connus sous le nom de Dash 8.

## Toponymie
Le nom de la localité est attesté sous les formes Ecclesia Sancti-Balsami (1106) ; Saint-Bausoume (1284) ; Saint-Baulsomme (1289) ; Saint-Bausomme (1290) ; Saint-Balsoume (1326) ; Saint-Baulsame (1377) ; Saint-Baulsemme (1387) ; Saint-Baussomme (1422) ; Saint-Baulsonne (1473) ; Saint-Baussone (1594) dans le Dictionnaire topographique de France. Au cours de la Révolution française, la commune porte le nom de Roche-sur-Mad.
Saint-Baussant est un hagiotoponyme qui fait référence à Saint Balsème ou Saint Baussange, de l'oïl saint et le nom du saint, Balsemius.

## Histoire
L'abbé Grosse introduit l'article de son ouvrage dédié à cette commune par ces mots :
« On voit, sur le ban de ce village, un moulin a grains, un four à chaux et un ancien château qui a obtenu un certain renom dans l'histoire du pays... »
De fait, les historiens s'accordent sur l'importance et l'ancienneté de cette collectivité et même apparemment avant, pendant et après l'occupation romaine :
Le répertoire archéologique du comte Beaupré, mentionne de nombreuses découvertes de ces époques (substructions, tuiles à rebords, monnaies romaines, statue en pierre) aux lieux-dits Défeuillé, Remaumeix, Grand-boucher, Sade et à la Haute-Borne (Fontenotte).

Mais également, dans l'ouvrage de Lepage :
« …en exécutant des travaux devant l'église, on a mis à découvert plusieurs cercueils en pierre renfermant des ossements ; un habitant, en creusant sa cave, a trouvé également des tombes en pierre, contenant, outre des ossements, des vases en terre et des armes. Des ustensiles en fer et en cuivre et une pièce romaine ont été découverts dans les ruines de la chapelle Saint-Claude. On a également ramassé, sur d'autres points du village, des monnaies à l'effigie des empereurs Trajan et Hadrien, des meules à bras, etc. ».

### Moyen Âge
Lepage indique dans son ouvrage :
  « Ce village est ancien : dès le XIIe siècle il existait des seigneurs de son nom ; l'un d'eux, (Wirinus de Belsam) figure comme témoin dans la donation du prieuré d'Insming à l'abbaye de Saint-Mihiel »
En 1289, Thibaut, comte de Bar, et Geoffroy, sire d'Apremont, affranchirent conjointement et mirent à la loi de Beaumont le village et les habitants (c'est-à-dire  les libérèrent de leurs liens envers le seigneur du lieu et autorisèrent l'élection de magistrats, en échange de redevances)
Plus tard, le village est mentionné en plusieurs occasions,
- En 1319 Gobert, sire d'Apremont, donne à l'église Saint-Nicolas de ce lieu, dont il était le fondateur, deux muids de froment et quatre d'avoine à prendre chaque année sur ces revenus de Saint-Baussant (Sainct-Balsum).
- Le 12 novembre 1370, Jean d'Apremont, seigneur de Forbach, vend à Pierre de Bar, son cousin, pour mille petits florins de Florence d'or, ce qu'il avait à Seicheprey et Saint-Baussant
- Le 4 février 1415, Amé de Sarrebruck, seigneur de Commercy, consent à ce que le duc de Bar puisse faire le rachat de ce qu'il a à Saint-Baussant, Lahéville, etc., à Jean d'Apremont, moyennant la somme de 500 francs d'or.

- Le 1er janvier 1491, Esselin, écuyer, seigneur en partie de Saint-Baussant, fait ses foi et hommage au duc de Lorraine pour ce qu'il y possède audit lien : la tour, forte maison, bassecour, colombier, etc., puis en 1574, Claude de Saint-Baussant, écuyer, seigneur en partie dudit lieu, reconnaît tenir en fief, foi et hommage du duc de Lorraine les mêmes biens qu'il décrit avec force détails :
«..la tour et forte maison de Sainct-Balsonne, environnée de quatre pans de muraille, en chacun coin d'icelle une petite tour ronde; la basse-cour où sont les étables et bouveries et les granges avec le colombier à neuf piliers au milieu une basse-cour.... Idem, le colombier près de la rivière, qui est tout de murailles de terre et de fossés à l'entour, au-dessous du grand chemin allant à Essey. »
Le 12 mai 1616, François de Saint-Baussant, seigneur du lieu donne aux habitants des terres contre une poule par an livrée en sa demeure, enfin en 1664, Marie-Anne de Saint-Baussant, veuve de Gilles de Jandelincourt, dit qu'elle possède, outre différentes redevances seigneuriales en nature et en argent, les rentes de la chapelle Sainte-Catherine, érigée en l'église paroissiale d'Essey.
D'après la tradition, les Suédois brûlèrent le village de Saint-Baussant en 1633 ; trois ans après, le château fut démantelé et on abattit ses murailles et les quatre tours dont elles étaient flanquées. La chapelle castrale, sous l'invocation de sainte Catherine, fut également détruite, et il ne resta debout que le donjon qui subsista,mais transformé en maison d'habitation ; Le colombier, entouré de fossés, qui était situé près de la rivière, n'existait plus au moment de la rédaction de la notice d'Henri Lepage.

### Guerre 1914-1918
Village très endommagé en 1914-1918.
La commune a été décorée de la croix de guerre 1914-1918 le 09 avril 1921.

## Politique et administration
| Période                                  | Période   | Identité          | Étiquette | Qualité |
| ---------------------------------------- | --------- | ----------------- | --------- | ------- |
| Les données manquantes sont à compléter. |           |                   |           |         |
| avant 1988                               | ?         | Jean-Pierre David |           |         |
| mars 2001                                | mars 2008 | Léon Ladoucette   |           |         |
| mars 2008                                | mai 2020  | Christian David   |           |         |
| mai 2020                                 | En cours  | Didier Merchat    |           | [ 44 ]  |

### Budget et fiscalité 2023
En 2023, le budget de la commune était constitué ainsi :
- total des produits de fonctionnement : 136 000 €, soit 1 766 € par habitant ;
- total des charges de fonctionnement : 86 000 €, soit 1 118 € par habitant ;
- total des ressources d'investissement : 123 000 €, soit 1 598 € par habitant ;
- total des emplois d'investissement : 227 000 €, soit 2 946 € par habitant ;
- endettement : 39 000 €, soit 430 € par habitant.

Avec les taux de fiscalité suivants :
- taxe d'habitation : 8,31 % ;
- taxe foncière sur les propriétés bâties : 28,70 % ;
- taxe foncière sur les propriétés non bâties : 17,13 % ;
- taxe additionnelle à la taxe foncière sur les propriétés non bâties : 0,00 % ;
- cotisation foncière des entreprises : 0,00 %.

Chiffres clés Revenus et pauvreté des ménages en 2021 : médiane en 2021 du revenu disponible, par unité de consommation.

## Population et société

### Démographie

#### Évolution démographique
L'évolution du nombre d'habitants est connue à travers les recensements de la population effectués dans la commune depuis 1793. Pour les communes de moins de 10 000 habitants, une enquête de recensement portant sur toute la population est réalisée tous les cinq ans, les populations de référence des années intermédiaires étant quant à elles estimées par interpolation ou extrapolation. Pour la commune, le premier recensement exhaustif entrant dans le cadre du nouveau dispositif a été réalisé en 2007.

En 2022, la commune comptait 65 habitants, en évolution de −12,16 % par rapport à 2016 (Meurthe-et-Moselle : −0,13 %, France hors Mayotte : +2,11 %).
| 1793 | 1800 | 1806 | 1821 | 1831 | 1836 | 1841 | 1846 | 1851 |
| ---- | ---- | ---- | ---- | ---- | ---- | ---- | ---- | ---- |
| 204  | 229  | 245  | 245  | 248  | 250  | 242  | 251  | 254  |

| 1856 | 1861 | 1872 | 1876 | 1881 | 1886 | 1891 | 1896 | 1901 |
| ---- | ---- | ---- | ---- | ---- | ---- | ---- | ---- | ---- |
| 269  | 243  | 225  | 223  | 221  | 226  | 212  | 198  | 183  |

| 1906 | 1911 | 1921 | 1926 | 1931 | 1936 | 1946 | 1954 | 1962 |
| ---- | ---- | ---- | ---- | ---- | ---- | ---- | ---- | ---- |
| 174  | 164  | 102  | 91   | 89   | 96   | 108  | 114  | 142  |

| 1968 | 1975 | 1982 | 1990 | 1999 | 2006 | 2007 | 2012 | 2017 |
| ---- | ---- | ---- | ---- | ---- | ---- | ---- | ---- | ---- |
| 82   | 68   | 58   | 57   | 59   | 67   | 68   | 74   | 73   |

| 2022 | - | - | - | - | - | - | - | - |
| ---- | - | - | - | - | - | - | - | - |
| 65   | - | - | - | - | - | - | - | - |

### Enseignement
Établissements d'enseignements :
- Écoles maternelles et primaires à Essey-et-Maizerais, Bernécourt, Thiaucourt-Regniéville, Flirey.
- Collèges à Thiaucourt-Regniévill, Blénod-lès-Pont-à-Mousson, Pont-à-Mousson, Pagny-sur-Moselle.
- Lycées à Pont-à-Mousson, Commercy.

### Santé
Professionnels et établissements de santé :
- Médecins à Domèvre-en-Haye, Royaumeix, Maidières, Saint-Mihiel.
- Pharmacies à Domèvre-en-Haye, Maidières, Saint-Mihiel, Pagny-sur-Moselle.
- Hôpitaux à Saint-Mihiel, Pont-à-Mousson, Gorze.

### Cultes
- Culte catholique, Paroisse Saint Gérard du Toulois[52], Diocèse de Nancy.

## Économie

### Entreprises et commerces
Les historiens s'accordent à décrire une économie essentiellement agricole et très modestement viticole, au XIXe siècle :
«Surf. territ. : 891 hect.; 583 en terres labourées., 72 en prés, 1 en vignes, 494 en bois. Moulin à grains, four à. chaux.»

### Secteur primaire ouAgriculture
Le secteur primaire comprend, outre les exploitations agricoles et les élevages, les établissements liés à l’exploitation de la forêt et les pêcheurs.D'après le recensement agricole 2010 du ministère de l'Agriculture (Agreste), la commune de Saint-Baussant était majoritairement orientée sur la polyculture et le poly - élevage (auparavant même production ) sur une surface agricole utilisée d'environ 535 hectares (supérieure à la surface cultivable communale) en légère diminution depuis 1988 - Le cheptel en unité de gros bétail s'est renforcé de 312 à 416 entre 1988 et 2010. Il n'y avait plus que 3 (9 en 1988) exploitations agricoles ayant leur siège dans la commune employant 6 unités de travail, (13 auparavant).

### Secteur secondaire et tertiaireIndustrie, commerces et services
- Hébergements et restauration à Lironville, Buxières-sous-les-Côtes, Jaulny.
- Commerces et services de proximité[54].
- Le territoire communal accueille la Société française Donges-Metz ( SFDM). L’activité du site de la société est la réception, le stockage et la distribution de carburants.

## Culture locale et patrimoine

### Lieux et monuments

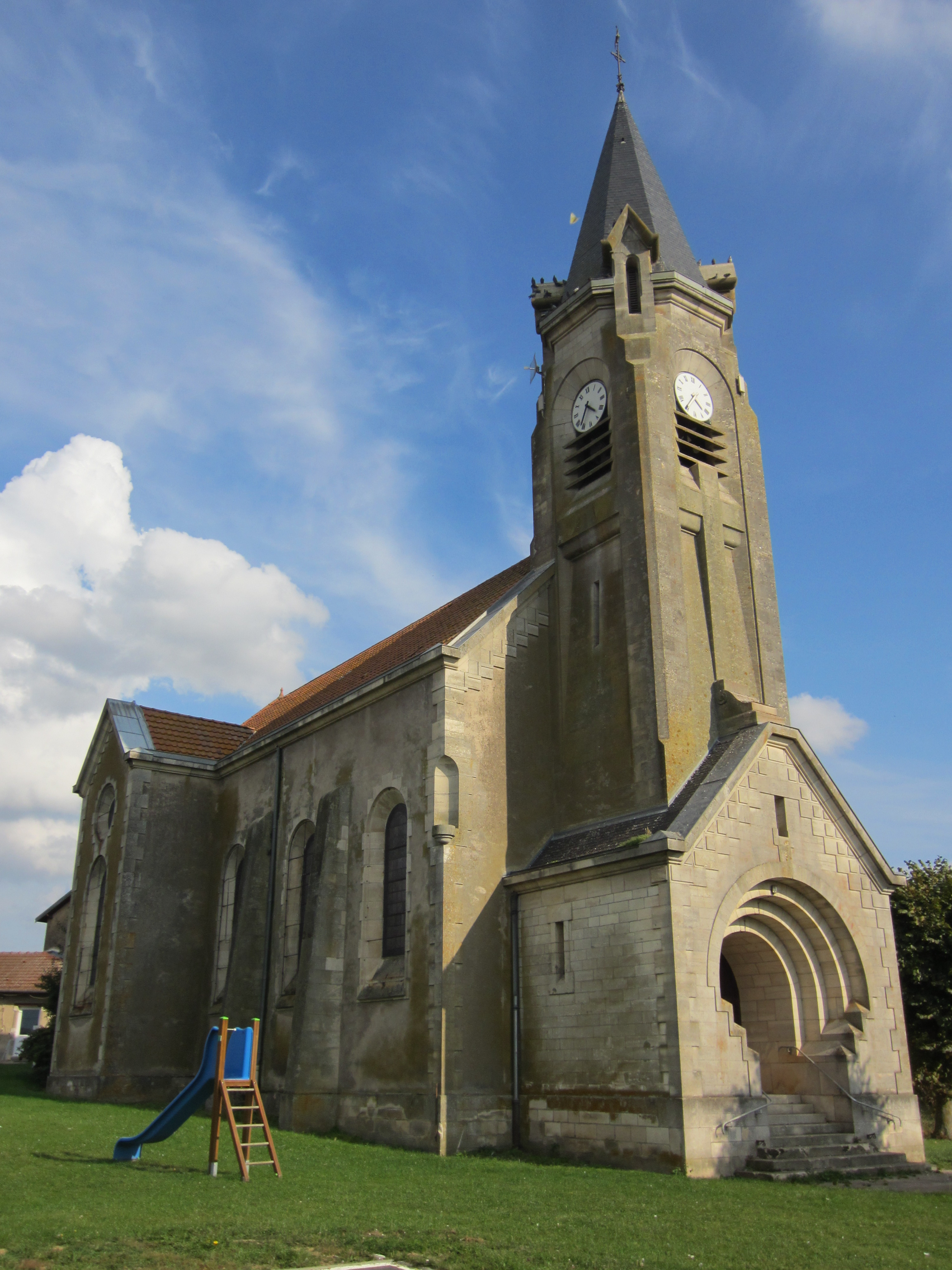
L'église Saint-Baussant.
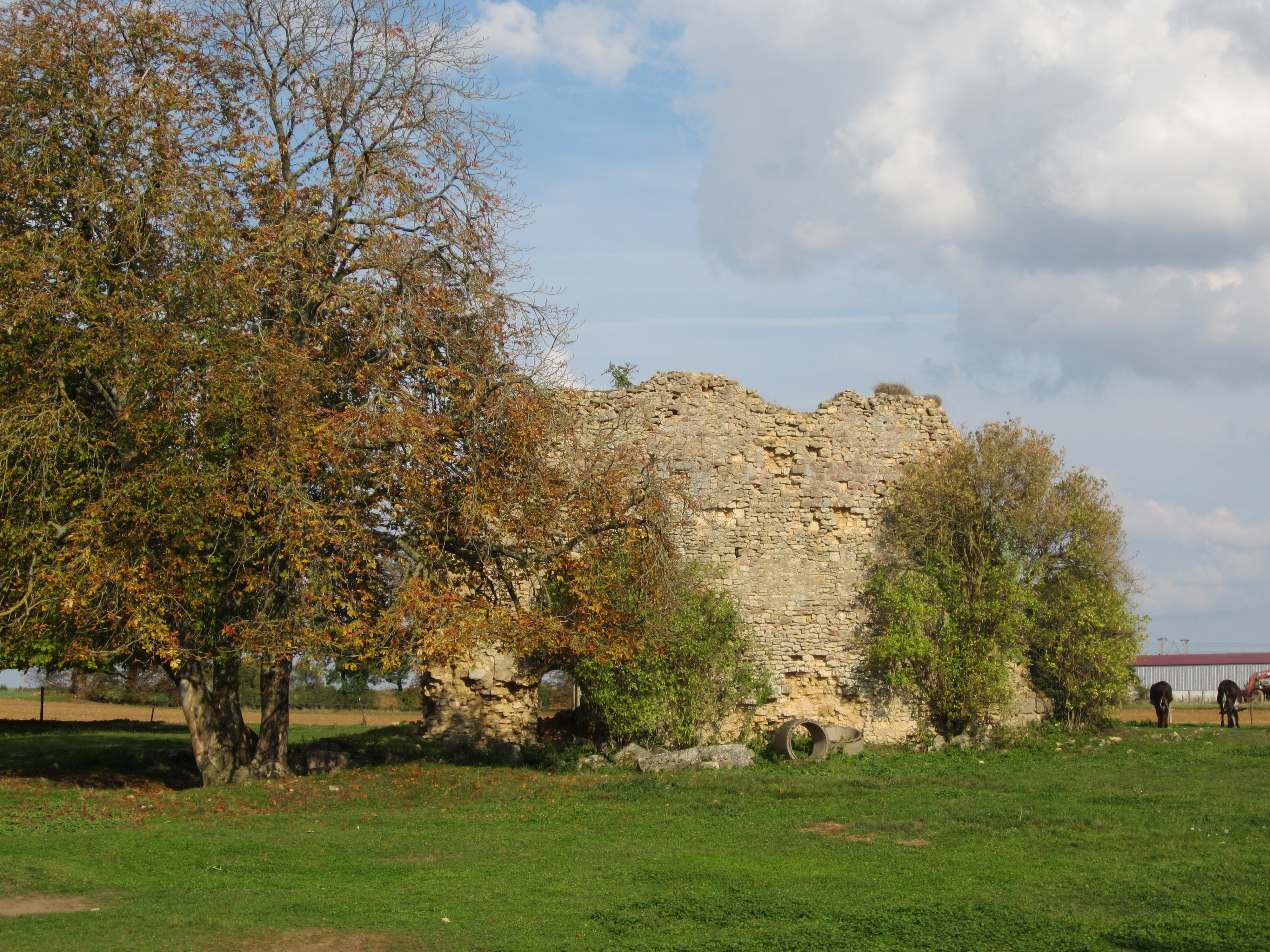
Vestiges du donjon.
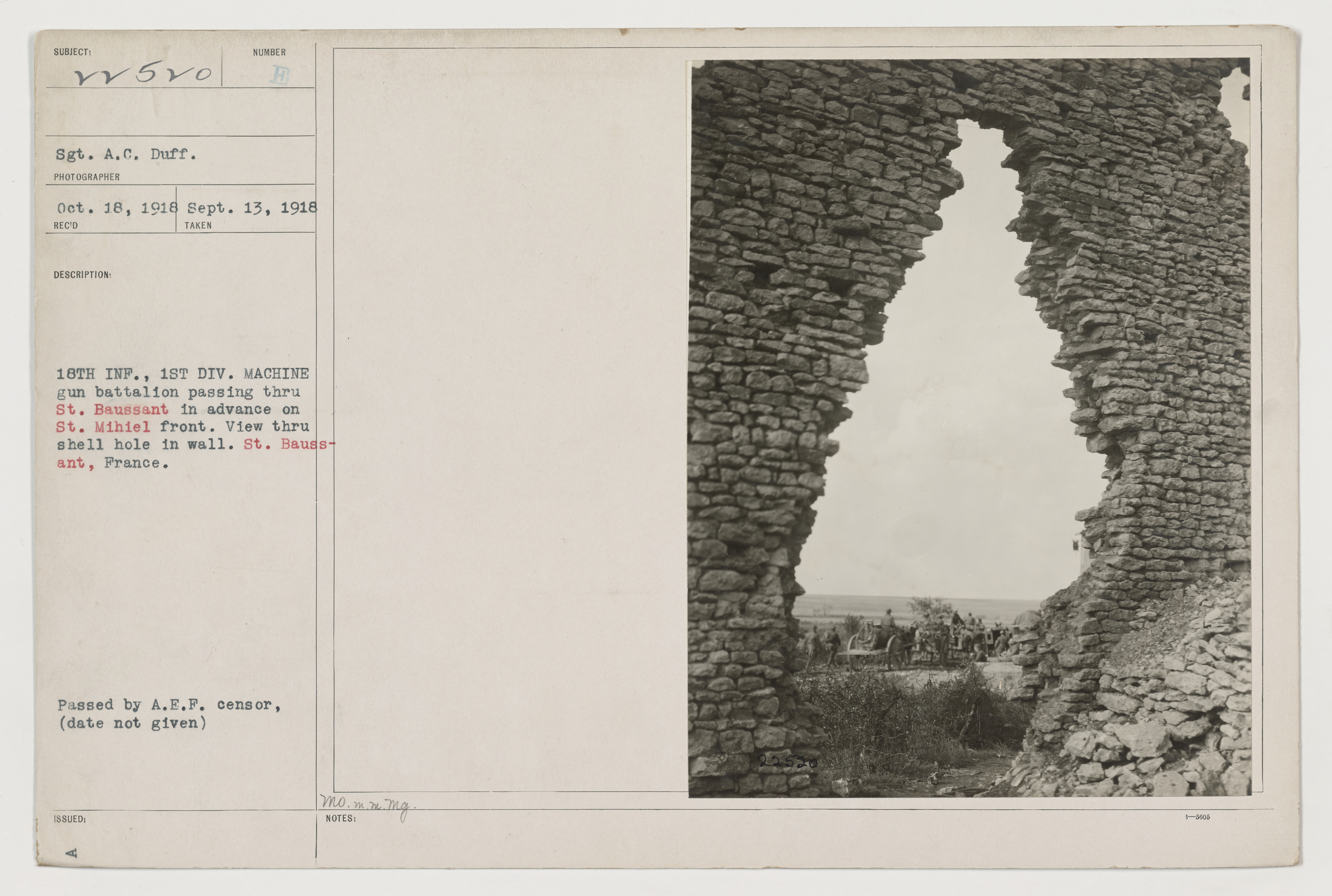
Photo 1918 U.S. National Archives and Records Administration.
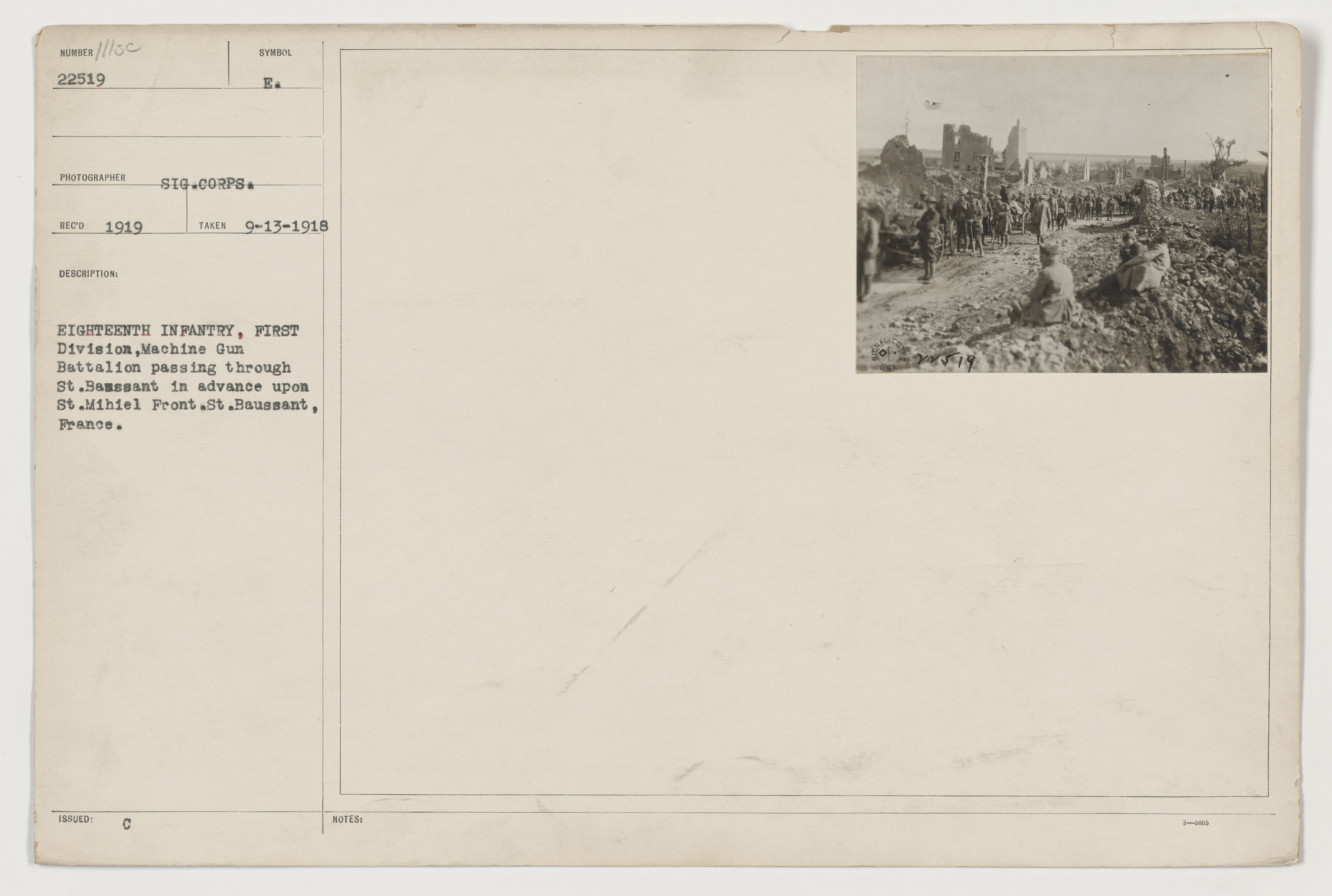
Photo 1918. War Department. Army War College.

- Église Saint-Baussant reconstruite reconstruite en style néo-roman vers 1923, par Lucien Lafarge (1862-1942), architecte-voyer de la Ville de Toul[55],[56].
- Vestiges du donjon préservé lors de la destruction en 1636, du château fort antérieur au XVe siècle. Un nouveau bâtiment fut construit en 1724 par Thiéry de Saint-Baussant, détruit vers 1823[57].
- Fontaines[58], restaurées avec le soutien de la Fondation du patrimoine.
- Vestiges de tranchées 1914-1918[59],[60].
- Monument aux morts[61].

### Personnalités liées à la commune
- Jean-Baptiste Thierry de Saint-Baussant, seigneur de Saint-Baussant 1672-1741, conseiller au parlement de Metz[62],[63].
- Pierre Bonhomme, mitrailleur d’élite en 1917–1918[64].
- Désiré Alphonse Richaud, 252e régiment d'infanterie pendant la guerre 1914-1918[65].
- Médaillé de Sainte-Hélène : Étienne Mila[66].

### Héraldique, logotype et devise
| Blason de Saint-Baussant | Blason  | Tiercé en pal : au 1er de sable à trois annelets d'or rangés en pal, au 2e d'argent à trois bandes de gueules, au 3e d'azur à trois mouchetures d'hermine d'argent rangées en pal. |
| Blason de Saint-Baussant | Détails | Le statut officiel du blason reste à déterminer. |